# جاکومو کونتی
جاکومو کونتی (انگلیسی: Giacomo Conti؛ ۲۴ ژوئن ۱۹۱۸ – ۸ ژوئیهٔ ۱۹۹۲) ورزشکار بابسلد اهل ایتالیا بود.